# Schizofrenia niezróżnicowana
Schizofrenia niezróżnicowana – występowanie psychozy, której kryteria spełniają rozpoznanie schizofrenii, jednak nie przypominają konkretnego jej typu (paranoidalnej, hebefrenicznej czy katatonicznej) lub zawierają różne objawy, które występują w kilku różnych rozpoznaniach bez konkretnej przewagi jednego z nich.